# 매천로 (순천 광양)
매천로(Maecheon-ro)는 순천시 (전라남도)와 광양시 광양읍을 잇는 도로로 지방도 제840호선에 속한다.

## 연혁
- 2009년 7월 3일 : 2개 이상 시·군에 걸쳐 있는 광역도로로 매천로를 고시[1]

## 주요 경유지
전라남도
- 순천시 서면 - 광양시 (봉강면 · 광양읍)

## 노선
| 이름         | 접속 노선              | 소재지                    | 소재지 | 비고 |
| ------------ | ---------------------- | ------------------------- | ------ | ---- |
| 공단사거리   | 국도 제17호선 (백강로) | 순천시                    | 서면   |      |
| 압곡육교     |                        | 순천시                    | 서면   |      |
| 군계교       |                        | 순천시                    | 서면   |      |
|              | 광양시                 | 봉강면                    |        |      |
| 서천교       | 광양시                 |                           | 광양읍 |      |
| 여고앞사거리 | 광양시                 | 지방도 제865호선 (인덕로) | 광양읍 |      |
| 시계탑사거리 | 광양시                 | 신재로                    | 광양읍 |      |
| 우시장사거리 | 광양시                 | 백운로                    | 광양읍 |      |